# Rockwool International
Rockwool International A/S er en dansk virksomhed, der blev grundlagt i 1909 under navnet I/S H.J. Henriksen og V. Kähler. Den daværende virksomhed blev i 1962 splittet op til hhv. H+H og I/S Kähler & Co., og det var i den forbindelse I/S Kähler & Co, der overtog det fulde ansvar for det, som i dag kendes som Rockwool Group. Varemærket Rockwool blev første gang registreret i 1937. I 1976 ændrede man navnet I/S Kähler og Co. til Rockwool International A/S. I 1996 blev virksomheden børsnoteret på Københavns Fondsbørs.
Rockwool Group leverer i dag stenuldsløsninger, herunder bygningsisolering, akustiske lofter, udvendige beklædningssystemer, løsninger til plantedyrkning, tekniske fibre til industriel brug samt isolering til procesindustri, marine og offshore.

## Historie
Virksomheden grundlagdes som Korsør Stenforretning af murermester Henrik Johan Henriksen og teglværksejer Valdemar Kähler i 1909.
I 1922 forestod virksomheden entreprisen for udbedring af digerne ved Saltbæk Vig som de senere opkøbte.
I 1927 tilkøbtes en skærvefabrik ved Hedehusene hvor Rockwool Group i dag har sit hovedkontor. Produktionen i Hedehusene er i dag nedlagt.
I 1937 startede man produktionen af stenuld baseret på en amerikansk licensaftale, hjembragt af Finn Henriksen.
Fra opsplitningen i 1962 blev virksomheden ledet af Valdemar Kählers barnebarn Claus Kähler som i 1986 gav posten videre til sin søn Tom Kähler. Tom Kähler blev i 2004 bestyrelsesformand og Eelco van Heel første adm. direktør udenfor Kähler-familien. I dag ledes virksomheden af adm. direktør og koncernchef Jens Birgersson, der tidligere har arbejdet i ABB samt formand for bestyrelsen Henrik Brandt.
I 2023 blev Rockwool betragtet som "international krigssponser" af Ukraines antikorruptionsagentur.

## Lokationer
Virksomheden er repræsenteret i 38 lande (pr. 2016)  og driver 28 isoleringsfabrikker i følgende lande:
- Canada (Grand Forks & Milton)
- Danmark (Øster Doense & Vamdrup)
- Frankrig (Saint-Éloy-les-Mines)
- Holland (Roermond)
- Indien (Dahej)
- Kina (Guangzhou)
- Kroatien (Istrien)
- Malaysia (Bukit Raja & Melaka)
- Norge (Moss & Trondheim)
- Polen (Cigacice, Poznan & Malkinia)
- Rusland (Elabuga, Troisk, Vyborg & Moskva)
- Spanien (Caparroso)
- Storbritannien (Wern Tarw) (Wales)
- Thailand (Rayong)
- Tjekkiet (Bohumin)
- Tyskland (Gladbeck, Neuburg & Flechtingen)
- Ungarn (Tapolca)
- USA (Mississippi)

## Forretningsområder
Stenuld danner grundlag for alle koncernens forretningsområder. Koncernen har en række afledte forretningsenheder:
- Rockwool - isolering til bygninger, procesindustri, marine og offshore.
- Rockfon – akustiske loft- og vægløsninger.
- Rockpanel – facadebeklædning.
- Grodan – Hydrokultur (botanik)
- Lapinus Fibres – komponenter i f.eks. pakninger og i bremseskiver; håndtering af vand; støjisolering til trafikken f.eks. veje og jernbaner.